# Влада Ђурице Јојкића
Влада Ђурице Јојкића је била шесто Извршно веће Социјалистичке Републике Србије. Формирана је 6. маја 1967. и трајала је до 7. маја 1969. године.

## Састав Владе
| Функција                                           | Слика | Име и презиме      | Странка                     | Детаљи                      |
| -------------------------------------------------- | ----- | ------------------ | --------------------------- | --------------------------- |
| Председник Извршног већа                           |       | Ђурица Јојкић      | СК Југославије              |                             |
| потпредседник                                      |       | Душан Глигоријевић | СК Југославије              |                             |
| Секретари                                          |       |                    |                             |                             |
| Секретар унутрашњих послова                        |       | Славко Зечевић     | СК Југославије              |                             |
| Секретар за социјалну политику и комуналне послове |       | Раденко Броћић     | СК Југославије              | на функцији до 1968. године |
| Секретар за социјалну политику и комуналне послове |       |                    | на функцији од 1968. године |                             |
|                                                    |       | Тихомир Влашкалић  | СК Југославије              |                             |